# Вулиця Юрка Тютюнника (Житомир)
Вулиця Юрка Тютюнника — вулиця в Богунському районі міста Житомир. Названа на честь українського військовика, генерала-хорунжого Армії УНР Юрка Тютюнника.

## Розташування
Розташована в центральній частині міста, у Старому місті. 
Місцевість, де пролягає вулиця відома також як Коденка. Русло річки Коденки перетинає вулицю Юрка Тютюнника в підземних трубопроводах.

## Історія

### Історія назви
Історична назва вулиці — Олександрівська — вживалася починаючи з другої половини ХІХ століття. Паралельно відома назва вулиця Коденка. У 1919 році тимчасово називалася вулицею Марка Вовчка. У 1929 році Олександрівська вулиця перейменована на вулицю Войкова.
Відповідно до розпорядження Житомирського міського голови від 19 лютого 2016 року № 112 «Про перейменування топонімічних об'єктів та демонтаж пам'ятних знаків у м. Житомирі», перейменована на вулицю Юрка Тютюнника.
Під час громадських обговорень щодо перейменувань розглядалась пропозиція назвати цю вулицю на честь Сотника Савінського.

### Історія формування вулиці
Вулиця виникла й сформувалася у другій половині ХІХ століття згідно з генеральними планами першої половини — середини ХІХ століття. Вулиця передбачалася більшою протяжністю та мала з'єднувати вулицю Іларіонівську (нині Михайла Грушевського) з Північною вулицею (нині Миколи Сціборського). У першій половині ХІХ століття за місцем розташування майбутньої вулиці знаходилися переважно вільні від забудови земельні угіддя між забудовою вулиць Прохорівської (нині Лесі Українки) та Черняхівської (нині Старовільська та Перемоги), а також русло річки Коденки.
Вулиця та її забудова почали формуватися у 1850-х роках. Перші житлові будинки знаходилися між вулицею Прохорівською (нині Лесі Українки) та руслом річки Коденки. До кінця ХІХ століття вулиця та її історична забудова сформувалися. Згідно з мапами 1909 —1913, 1915 рр. та аерофотознімком 1918 року, вулиця сформувалася між вулицями Іванівською та Сінною (нині Домбровського); запроєктований початок вулиці (між вулицями Іларіонівською та Іванівською) знаходився на території Волинської духовної семінарії. За радянських часів вищевказаний початок вулиці відійшов до території заводу ім. Сталіна та забудувався у другій половині ХХ століття. Сучасна багатоповерхова забудова вулиці формувалася протягом 1970 — 1990-х рр..